# Xebró
|  | Per a altres significats, vegeu Xebró (os). |

El xebró, en heràldica, és una peça honorable formada per la unió de les meitats inferiors de la banda i la barra; el punt on s'uneixen s'anomena cim, mentre que els dos extrems són les cames del xebró. Segons la tradició heràldica, el cim es troba al punt d'honor de l'escut; si arriba fins al cap, llavors s'anomena xebró alçat.
Quan és únic, cadascuna de les seves cames ocupa dues parts de les set que té d'amplària l'escut, i quan n'hi ha més la seva amplària va disminuint segons el nombre (la quantitat de xebrons cal definir-la en el blasonament). Quan són la meitat d'amples que el xebró ordinari, s'anomenen xebronets. El xebró aprimat al màxim s'anomena filet de xebró i es poden agrupar de dos en dos (geminat) o de tres en tres (trina).
El xebró format per les meitats superiors de la barra i la banda, és a dir, el que té el cim dirigit cap a la punta de l'escut, s'anomena xebró revessat. Si el xebró té el cim mirant cap al flanc destre de l'escut, s'anomena xebró ajaçat, i si mira cap al flanc sinistre, xebró ajaçat contornat.

Escut d'or amb un xebró d'atzur
Escut de Súria, amb tres xebrons (en realitat xebronets) de sable
Escut de sinople amb un xebró revessat abaixat d'argent
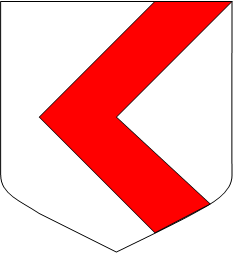
Escut d'argent amb un xebró ajaçat de gules

## Origen
El xebró, mot derivat del francès chevron ('cabiró', un tipus de biga), té un origen incert. Sovint es diu que es tractaria d'una faixa modificada per simbolitzar un possible ascens a graus més alts. En moltes armories antigues era un senyal de concessió de noblesa i s'hi inserien tants xebrons com títols de noblesa concedits. Una versió moderna d'aquesta pràctica és la representada pels galons dels sergents, que, en la major part de les forces armades, estan constituïts precisament per un o més xebrons, tant en la forma habitual amb el cim cap amunt com en la forma revessada, amb la punta cap avall.

## «En xebró»
Diem que estan en xebró (o en xebró revessat) les càrregues posades en la direcció angular pròpia del xebró (o del xebró revessat). Aplicat a la partició de l'escut, s'anomena tercejat en xebró (o tercejat en xebró revessat) el dividit en tres parts mitjançant línies rectes diagonals que van en el sentit del xebró (o del xebró revessat).

Escut d'Alàs i Cerc, amb dos glans posats en xebró
Escut amb unes tenalles obertes en xebró
Escut tercejat en xebró d'or, gules i argent
Escut tercejat en xebró revessat de gules, or i atzur

## Xebronat
Quan el camper de l'escut és cobert d'una repetició de xebrons, alternativament, de metall i de color, en nombre parell, parlem d'un escut xebronat. Si els xebrons passen de vuit, llavors en diem xebronetat. Les càrregues, per la seva banda, també poden ser xebronades i xebronetades.

## Contraxebró
Un contraxebró és un xebró dividit verticalment en dues meitats, una de metall i una de color. També tenim, en el cas dels xebrons reduïts d'amplària, els contraxebronets. Un escut amb el camper cobert de contraxebrons (o contraxebronets) s'anomena contraxebronat o contraxebronetat.

## Peces compostes
El xebró es pot unir amb altres peces, senceres o mitges per formar diverses peces compostes, com ara el xebró peu, la bordura xebró o el cap xebró. La peça formada mitjançant un xebró revessat i la meitat inferior del pal s'anomena perla.

Escut xebronat d'or i de gules
Escut xebronetat d'argent i de gules
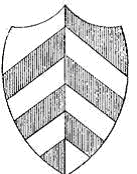
Escut contraxebronat d'argent i de gules
Escut d'or amb un cap xebró de gules

## Modificacions del xebró
(una tria)
- abaixat: quan està col·locat més avall de la seva posició habitual;
- abscís: quan no toca les dues vores, destra i sinistra, de l'escut;
- alçat: quan està col·locat més amunt de la seva posició habitual, amb el cim tocant al cap;
- bastillat: quan té la vora inferior formada per merlets;
- bretessat: quan té els perfils formats per merlets simètrics;
- corbat: quan té les línies corbades o arrodonides, cap amunt o cap avall;
- enfonsat: quan té el fragment central desplaçat cap avall;
- engrelat: quan té els perfils formats per petits semicercles units amb les puntes cap enfora;
- entrellaçat: quan n'hi ha més d'un i estan passats els uns dins els altres;
- esbrancat: quan té els perfils amb aparença de tronc, amb una mena de merlets oblics situats a banda i banda;
- escapçat: quan té el cim truncat;
- espuntat: quan té el cim escapçat en forma de V;
- mancat: quan una de les dues cames no toca a les vores de l'escut (mancat a destra o mancat a sinistra);
- merletat: quan té la vora superior formada per merlets;
- ondat: quan té els perfils torçats en forma d'ondes;
- romput: quan alguna de les seves cames presenta solució de continuïtat;
- sobrealçat: quan té el fragment central desplaçat cap amunt.

Xebró abaixat
Xebró alçat
Xebró corbat avall
Tres xebrons entrellaçats
Xebró escapçat
Xebró espuntat
Xebró ondat
Dos xebrons romputs